# Зозуля (фільм, 2024)
«Зозуля» (англ. Cuckoo) — фільм жахів 2024 року, написаний і знятий Тільманом Зінгером. У фільмі зіграли Гантер Шафер, Ян Блутхардт, Мартон Чокаш, Джессіка Генвік і Ден Стівенс.
Світова прем'єра фільму «Зозуля» відбулася на 74-му Берлінському міжнародному кінофестивалі 16 лютого 2024 року, його вихід у Німеччині відбувся 18 липня 2024 року, а в Сполучених Штатах на Neon — 2 серпня 2024 року.

## Сюжет
Неохоче 17-річна Гретхен залишає свій американський дім, щоб жити з батьком, який щойно переїхав на курорт у німецьких Альпах зі своєю новою сім'єю. Дівчина все ще переживає нещодавню смерть матері та часто слухає вдома автовідповідач — це єдиний спосіб почути мамин голос. Її не особливо приваблює ані нова подруга батька, ані їхня 7-річна німа донька Альма. Прибувши до свого нового дому, вона зустрічає містера Кеніга, боса її батька, який виявляє незрозумілий інтерес до Альми. Однак Гретхен не має наміру залишатися тут надовго. Вона сподівається заробити достатньо, працюючи на рецепції, щоб мати змогу дозволити собі зворотну подорож до Америки на свої заощадження. Поступово Гретхен розуміє, що на спокійному курорті не все гаразд. Гретхен мучать дивні звуки та криваві видіння, аж поки вона не відкриває приголомшливу таємницю, яка також стосується її власної родини.

## У ролях
- Гантер Шафер — Гретхен
- Ден Стівенс — Містер Кеніг
- Джессіка Генвік — Бет
- Ян Блутхардт — Генрі
- Мартон Чокаш — Луїс
- Грета Фернандес[en] — Тріксі
- Астрід Берже-Фрісбі — Ед
- Конрад Зінгер — Ерік
- Прощат Мадані — Доктор Бономо
- Келін Морроу — Жінка з капюшоном

## Виробництво
У серпні 2021 року повідомлялося, що Тільман Зінгер буде сценаристом і режисером свого другого фільму для Neon, у якому зніматимуться Гантер Шафер, Джон Малкович, Джемма Чан і Софія Бутелла. У липні 2022 року до акторського складу приєдналися Ден Стівенс, Джессіка Хенвік, Мартон Чокас і Грета Фернандес, а Малкович і Чан вибули через «проблеми з часом».
«Зозуля» є спільним виробництвом німецької компанії Fiction Park та американської Waypoint Entertainment. Основні зйомки відбувалися в Північному Рейні-Вестфалії, Німеччина, протягом 35 днів з травня по липень 2022 року і були зняті на 35-міліметрову плівку.

## Випуск

### На фестивалях 2024 року
Світова прем'єра фільму «Зозуля» відбулася на 74-му Берлінському міжнародному кінофестивалі в спеціальній секції Берлінале 16 лютого. Він також був показаний на South by Southwest 14 березня та на кінофестивалі Overlook Film Festival 4 квітня. Показ фільму відбудеться 19 червня на лондонському кінофестивалі Raindance Film Festival у рамках спеціальної програми фестивалю, присвяченій Німеччині.

### У кінотеатрах
Вихід фільму в Німеччині відбувся 18 липня 2024 року. Спочатку фільм планувалося випустити в Сполучених Штатах компанією Neon 3 травня 2024 року, але дату виходу перенесли на 9 серпня, а потім — на 2 серпня 2024 року.

## Сприйняття

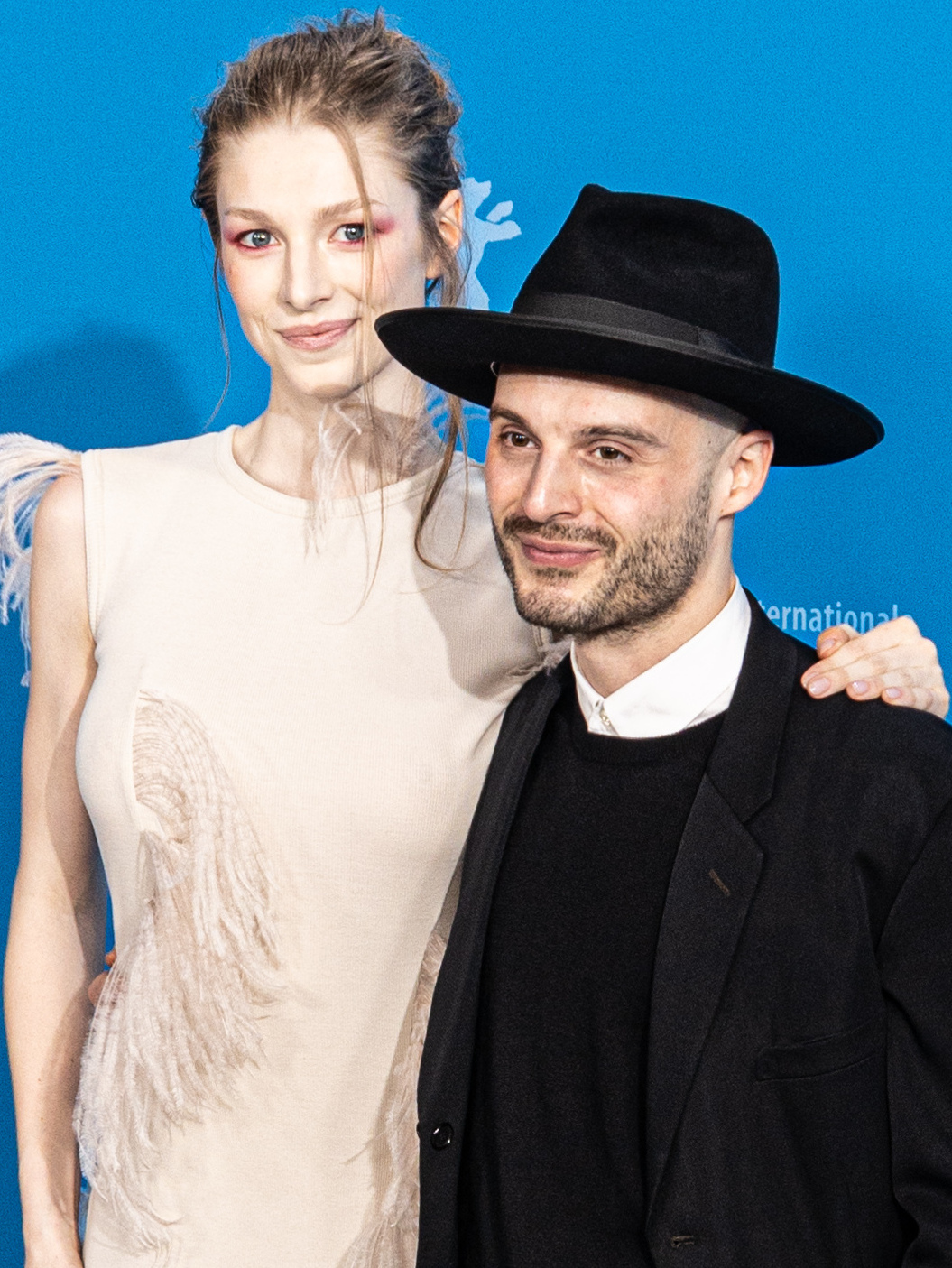
Гантер Шафер і Тільман Зінгер на 74-му Берлінському міжнародному кінофестивалі

На сайті агрегатора рецензій Rotten Tomatoes 78 % з 136 рецензій критиків є позитивними, із середньою оцінкою 6,6/10. На сайті є консенсус щодо фільму: «Знятий з винахідливим чуттям Тільмана Зінгера, з яскравими індивідуальностями від зірок Гантер Шафер та Дена Стівенса, «Зозуля» — це божевільний хоррор, який знаходиться на межі безумства. Metacritic, який використовує середньозважену оцінку, присвоїв фільму 62 балів зі 100, спираючись на 38 рецензій критиків, що свідчить про «загалом сприятливі» відгуки.
Адам Соломонс з IndieWire поставив фільму оцінку C, написавши: «Проте найбільшим злочином „Зозулі“ є те, що він не претендує на те, щоб стати фільмом B-класу, у чому він міг би бути хорошим. Акторська гра — особливо Стівенса — дурна та щира, а дія достатньо компетентна, щоб „Зозуля“ спрацювала як чиста каша. Але цей фільм сприймає себе надто серйозно і висміює власну дурість, а це фатальна комбінація». Роберт Деніелс з RogerEbert.com також похвалив Стівенса, зазначивши: «Кожен вибір, який робить Стівенс у ролі пана Кеніга, подвійно є насмішкою і загрозою, однаково смішною і садистською». Джессіка Кіанг з Variety назвала це «енергетично дивовижним поєднанням стильної атмосфери, олдскульного репродуктивного хорору та реклами розкладних ножів».
Девід Руні з The Hollywood Reporter завершив свою рецензію словами: «Зрештою, фільм надто безглуздий, щоб бути справді моторошним, але через те, що за цим стоїть Neon, Зозуля може бути достатньо шаленою стрічкою, щоб привернути увагу культової аудиторії».